# John William Fletcher
John William Fletcher, oprindelig de la Flechère (12. september 1729 i Nyon i Schweiz — 14. august 1785) var en metodistisk præst og teolog.
Sin uddannelse fik han på Genèves Universitet, men han havde lyst til at være officer; dette slog imidlertid fejl for ham, og 1752 kom han som huslærer til England, hvor han snart blev grebet af den metodistiske vækkelse.
Efter en lang bodskamp fandt han fred og blev 1757 præsteviet. I 3 år var han John Wesleys medhjælper, men fik 1760 sognekaldet Madeley, hvor han til sin død virkede som en overordentlig nidkær præst og sjælesørger.
1768 fik han overopsynet med Lady Huntingdons College i Trevecca og havde stor indflydelse på de unge mænd, som her fik deres uddannelse til prædikanter.
1771 måtte han opgive denne stilling, da han i prædestinationsstriden holdt med Wesley mod grevinden og Whitefield og forsvarede den arminianske opfattelse.
Foruden at være den dygtige sognepræst har han også haft stor betydning som metodismens teolog. "Metodismens helgen" har man kaldt ham. Af hans skrifter er Checks to Antinomianism (1771) det bekendteste.